# Тупчак

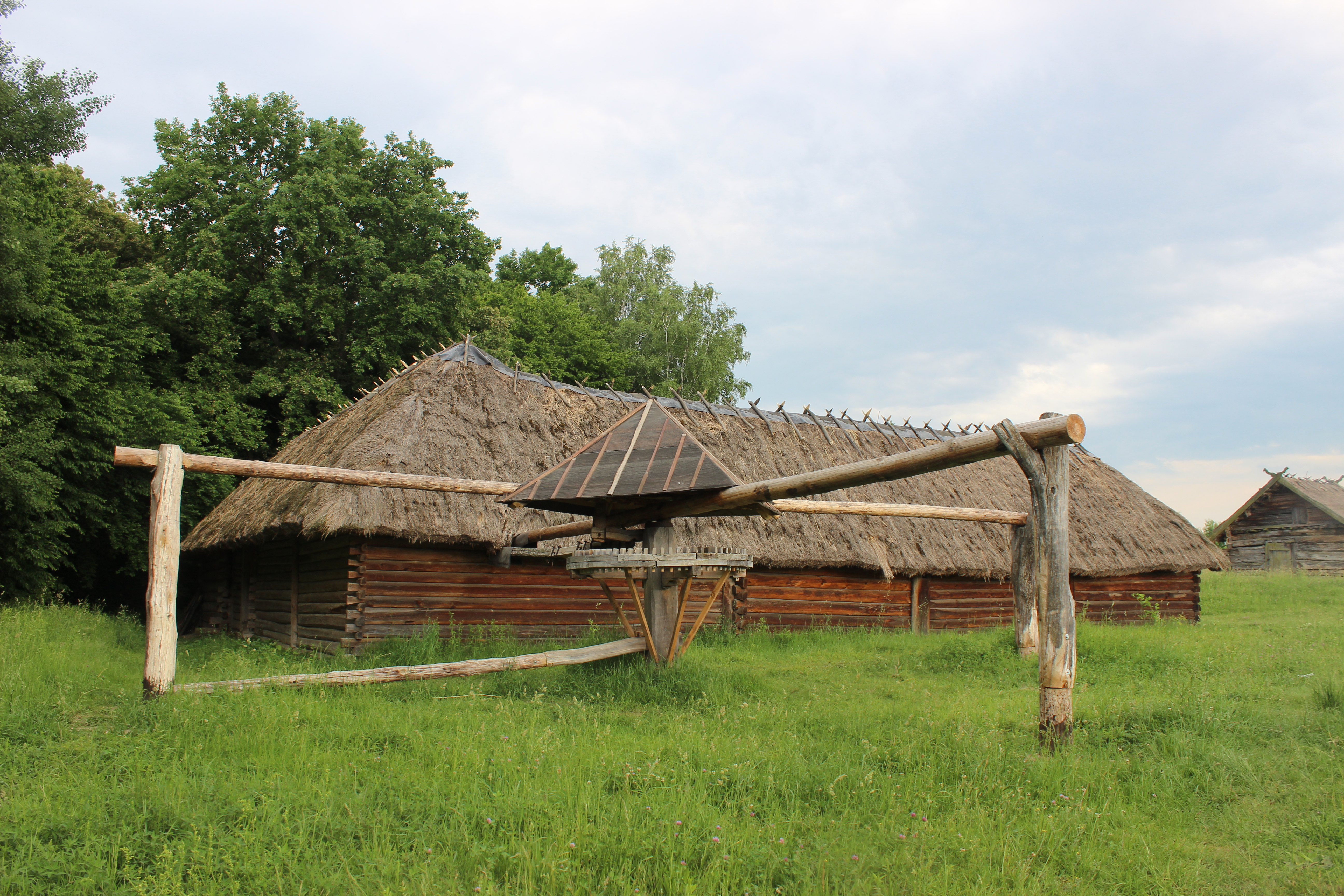
Тупчак на окружному дворі із села Солов'ї.Музей у Пирогові.

Топчак у Г.Агріколи. 1556 р.

Тупча́к, топча́к, ступа́к — різновид млина, що використовував кінний привод (кират).
Як вважається, млини (жорна) з урухомленням віслюками і конями винайдені в IV ст. до н. е. карфагенянами (можливо, у Сардинії). Два жорна з тваринним приводом, зроблені з червоної лави з Муларджі в карфагенській Сардинії, знайдені на затонулому в 375—350 р.р. до н. е. кораблі поблизу Майорки. Надалі такі млини потрапили до Сицилії, а в III ст. до н. е. — до Італії. Виникненню кінних млинів могло сприяти поширення на карфагенських свинцевих і срібних рудниках в Іспанії ручних млинів (відомих принаймні з VI ст. до н. е.). Сила коней або віслюків могла використовуватися і для обертання каменя в давньоримському «помпейському млині».